# Alexander Schallenberg
Alexander Schallenberg, född 20 juni 1969 i Bern, är en österrikisk politiker och är sedan den 10 januari 2025 chef för den övergångsregering, som tillsattes i följd av nationalrådsvalen i september 2024. Han är samtidigt Österrikes utrikesminister. Han var mellan den 11 oktober och den 6 december 2021 Österrikes förbundskansler.
Schallenberg, som tidigare var utrikesminister, tog över kanslersämbetet efter att Sebastian Kurz till följd av korruptionsanklagelser avgick i oktober 2021 . Schallenberg meddelade sin avgång från kanslersämbetet den 2 december 2021, strax efter att Kurz hade meddelat att han skulle lämna posten som partiledare för Österrikiska folkpartiet (ÖVP). Den 6 december tog ÖVP:s nyvalda ledare Karl Nehammer över kanslersämbetet. Schallenberg återgick då till posten som utrikesminister.